# Хэ Яньвэнь
Хэ Яньвэнь (кит. упр. 何燕雯; род. 29 сентября 1966 или 29 июня 1966) — китайская гребчиха, выступавшая за сборную Китая по академической гребле в конце 1980-х — начале 1990-х годов. Бронзовая призёрка летних Олимпийских игр в Сеуле, чемпионка Азиатских игр в Пекине, участница многих регат национального и международного значения.

## Биография
Хэ Яньвэнь родилась 29 сентября 1966 года.
Первого серьёзного успеха на взрослом международном уровне добилась в сезоне 1988 года, когда вошла в основной состав китайской национальной сборной и благодаря череде удачных выступлений удостоилась права защищать честь страны на летних Олимпийских играх в Сеуле. В составе экипажа-восьмёрки, куда также вошли гребчихи Ян Сяо, Чжан Яли, Чжоу Сюхуа, Хань Яцинь, Чжоу Шоуин, Ху Ядун, Чжан Сянхуа и рулевая Ли Жунхуа, в решающем финальном заезде пришла к финишу третьей позади экипажей из ГДР и Румынии — тем самым завоевала бронзовую олимпийскую медаль.
После сеульской Олимпиады Хэ осталась в составе гребной команды Китая на ещё один олимпийский цикл и продолжила принимать участие в крупнейших международных регатах. Так, в 1990 году она выступила на домашних Азиатских играх в Пекине, где одержала победу в зачёте распашных безрульных четвёрок. При этом на чемпионате мира в Тасмании заняла пятое место в восьмёрках.
В 1991 году на мировом первенстве в Вене была четвёртой в безрульных четвёрках и седьмой в рулевых восьмёрках.
Находясь в числе лидеров китайской национальной сборной, благополучно прошла отбор на Олимпийские игры 1992 года в Барселоне. На сей раз попасть в число призёров не смогла, показала четвёртый результат в безрульных четвёрках и пятый результат в рулевых восьмёрках. По окончании этого сезона приняла решение завершить спортивную карьеру.